# Sainte-Radegonde (Aveyron)
 Sainte-Radegonde  (en occitano Senta Radegonda) es una población y comuna francesa, situada en la región de Mediodía-Pirineos, departamento de Aveyron, en el distrito de Rodez y cantón de Rodez-Est.

## Demografía
| 489 | 452 | 553 | 1027 | 1226 | 1355 |
| Para los censos de 1962 a 1999 la población legal corresponde a la población sin duplicidades (Fuente: INSEE [Consultar]) |     |     |      |      |      |